# Il libro di fisica
Il libro di fisica (The Intelligent Man's Guide to Science) è un saggio di Isaac Asimov pubblicato per la prima volta nel 1960.
Ha avuto varie riedizioni, nelle quali il contenuto è stato rivisto. Venne ripubblicato nel 1964 come The New Intelligent Man's Guide to Science, nel 1972 come Asimov's Guide to Science e nel 1984 come Asimov's New Guide to Science.
Il libro è strutturato in dieci capitoli e analizza diverse branche della fisica, in particolare astrofisica e fisica nucleare; l'autore traccia una sorta di storia della disciplina, utilizzando il suo classico stile semplice e diretto. Il libro riporta lo stato della scoperte scientifiche nell'ambito della fisica noto al momento della pubblicazione e risulta un po' datato, soprattutto nei capitoli "Il sistema solare" e "La macchina".

## Capitoli
1. Cosa è la scienza?
2. L'universo
3. Il sistema solare
4. La Terra
5. L'atmosfera
6. Gli Elemento chimico|elementi
7. Le Particella elementare
8. Le Onde
9. La macchina
10. Il Reattore nucleare a fissione

## Edizioni
- Isaac Asimov, Il libro di fisica, traduzione di Carla Sborgi, collana Oscar Mondadori, Arnoldo Mondadori Editore, 2000,  pp. 575, cap. 10, ISBN 88-04-41445-6.

- Isaac Asimov, Il libro di fisica, traduzione di Carla Sborgi, collana Oscar bestsellers, Arnoldo Mondadori Editore, 2017, ISBN 978-88-04-41445-2.